# بول هالي
بول هالي (بالإنجليزية: Paul Halley)‏ هو عازف بيانو وموسيقي وملحن بريطاني، ولد في 1952 في London Borough of Havering ‏ في المملكة المتحدة.

## وصلات خارجية
- بول هالي على موقع ميوزك برينز (الإنجليزية)
- بول هالي على موقع ديسكوغز (الإنجليزية)